# Agrafena Matwejewna Krjukowa

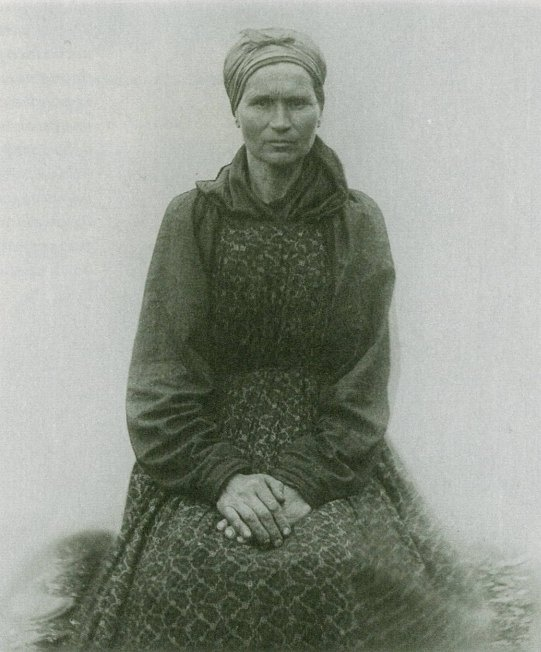
Agrafena Matwejewna Krjukowa

Agrafena Matwejewna Krjukowa, geboren Koschina, (russisch Аграфена Матвеевна Крюкова, урожд. Кожина; * 28. Junijul. / 10. Juli 1855greg. im Dorf Tschawanga an der Küste des Weißen Meeres, Ujesd Kola, Gouvernement Archangelsk; † 27. April 1921 im Dorf Werchnjaja Solotiza, Ujesd Archangelsk) war eine russische Erzählerin und Sängerin.

## Leben
Krjukowa lernte Bylinen durch ihre Mutter und ihren Onkel kennen, später auch durch dessen Vater, Nachbarn und Freunde. Sie lernte die Bylinen auswendig und blieb Analphabetin. Sie heiratete 1873 den Fischer Semjon Wassiljewitsch Krjukow und zog in das Dorf Nischnjaja Solotiza an der anderen Seite des Weißen Meeres im Dwinabusen. Dort vergrößerte sie noch ihr Repertoire.

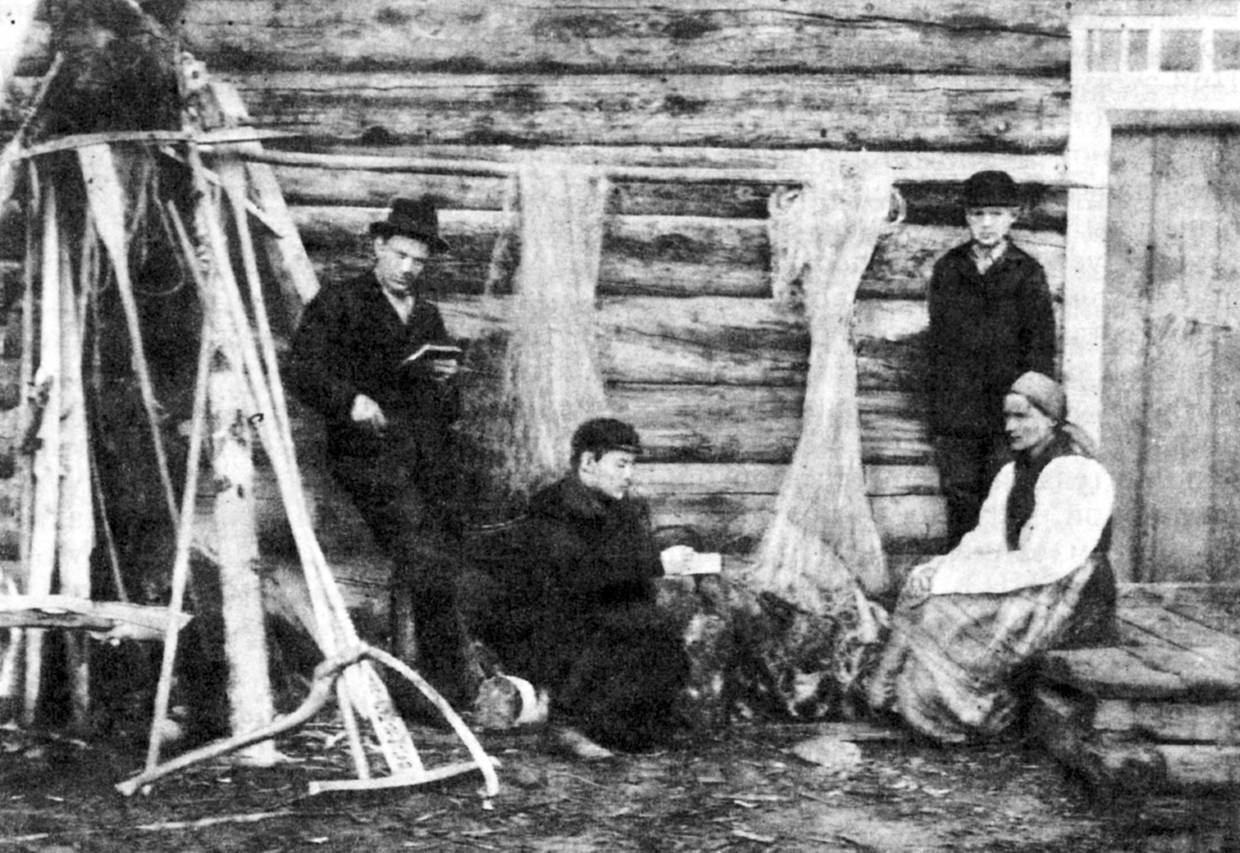
Markow zeichnet Krjukowas Bylinen auf

Der Student der Ethnographie und Folkloristik Alexei Markow kam 1899, als das allgemeine Interesse an der Folklore des russischen Nordens einen Höhepunkt erreichte, nach
Werchnjaja Solotiza, wo Krjukowa nun lebte, und zeichnete von Krjukowa und ihrer Tochter Marfa vorgetragene Bylinen auf, die er darauf veröffentlichte. Markow kam noch einmal 1901. Insgesamt hatte er 64 Texte von Bylinen, Balladen, Liedern und geistlichen Gedichten aufgezeichnet.
Krjukowa starb 1921 vergessen in Armut. Erst durch die  Bemühungen Anna Astachowas, die sich 1930 für die Poesie in den Werken der Tochter Krjukowas interessierte, wurde Krjukowa als eine der bedeutendsten russischen Erzählerinnen bekannt.

## Ehrungen, Preise
- Bronzemedaille für Verdienste um die Erhaltung von Werken der Volksliteratur der Gelehrtengesellschaft der Freunde der Naturgeschichte, Anthropologie und Ethnographie an der Universität Moskau (1901)[2][4]